# Republica Autonomă Sovietică Socialistă Kazahă
Republica Autonomă Sovietică Socialistă Kazahă (în rusă Казахская Автономная Социалистическая Советская Республика; în kazahă Qazaq Aptonom Sotsijalijstik Sobettik Respuvblijkasь), abreviată RASS Kazahă (în rusă Казахская АССР; în kazahă Qazaq ASSR) sau pur și simplu Kazahstan (în rusă Казахстан; în kazahă Qazaqstan), a fost o Republică Autonomă Socialistă Sovietică în cadrul Republicii Sovietice Federative Socialiste Ruse (RSFSR) a Uniunii Sovietice, care a existat din 1925 până în 1936.

## Istoric
RASS Kazahă a fost creată inițial ca RASS Kirghiză (a nu se confunda cu Republica Autonomă Sovietică Socialistă Kirghiză care a existat în perioada 1926-1936 în Asia Centrală, pe teritoriul actualului stat independent Kârgâzstan) în 26 august 1920 și a făcut parte din Republica Sovietică Federativă Socialistă Rusă. Înainte de Revoluția Rusă din 1917, kazahii din Rusia erau cunoscuți sub numele de „kirghizi-kazahi” sau pur și simplu „kirghizi” (iar kîrgîzii sub numele de „kara-kirghizi”). Această practică a continuat la începutul perioadei sovietice și, astfel, RASS Kirghiză a fost republica națională a kazahilor. Cu toate acestea, delegații celui de-al cincilea consiliu al sovietelor kazahe, desfășurat în perioada 15-19 iunie 1925, au decis reorganizarea RASS Kirghize în Republica Autonomă Sovietică Socialistă Kazahă și Republica Autonomă Sovietică Socialistă Kirghiză. Capitala fostei RASS Kirghize, Ak-Mechet, a fost păstrată ca reședință a RASS Kazahe, dar a fost redenumită Kzîl-Orda, care înseamnă în limba kazahă „orașul roșu”. În 1927 sau, după alte surse, 1929 orașul Alma-Ata a fost desemnat ca noua capitală a RASS Kazahe. În februarie 1930 a avut loc o răscoală armată antisovietică în satul Sozak. Pe 5 decembrie 1936, RASS Kazahă a fost desprinsă din RSFS Rusă și transformată în Republica Sovietică Socialistă Kazahă, o republică unională a Uniunii Sovietice.

## Geografie
RASS Kazahă care s-a format prin reorganizarea mai extinsei RASS Kirghize a inclus tot teritoriul actual al Republicii Kazahstan, plus părți din Uzbekistan (Regiunea Autonomă Karakalpak), Turkmenistan (malul nordic al Kara Bogaz Gol) și Rusia (părți din ceea ce va deveni regiunea Orenburg). Aceste teritorii au fost scoase din cadrul RASS Kazahe în următorul deceniu.
Subdiviziunile administrative ale RASS au fost modificate de mai multe ori în istoria republicii. În 1928 guberniile, districte administrative moștenite de la RASS Kirghiză, au fost eliminate și înlocuite cu 13 okruguri și raioane. În 1932 republica a fost împărțită în șase noi oblasturi, cu suprafețe mai mari. Acestea erau:
- Oblastul Aktyubinsk (capitala Aktiubinsk);
- Oblastul Alma-Ata (capitala Alma-Ata);
- Oblastul Kazah Estic (capitala Semipalatinsk);
- Oblastul Karaganda (capitala Petropavlovsk);
- Oblastul Kazah Sudic (capitala Cimkent);
- Oblastul Kazah Vestic (capitala Uralsk).

Pe 31 ianuarie 1935 a fost realizată încă o diviziune teritorială care a inclus cele șase oblasturi enumerate mai sus, plus noul okrug Karkaralinsk.